# Cryptocarya latifolia
Cryptocarya latifolia är en lagerväxtart som beskrevs av Otto Wilhelm Sonder. Cryptocarya latifolia ingår i släktet Cryptocarya och familjen lagerväxter. Inga underarter finns listade i Catalogue of Life.